# Valfrid Persson
Johan Valfrid "Valle" Persson, född 6 september 1905 i Högbo församling, död 20 april 1990 i Alingsås, var en svensk fotbollsspelare.
Persson representerade Sandvikens IF i Allsvenskan 1929/1930–1930/1931 och 1932/1933. Sammanlagt gjorde han 61 allsvenska matcher (7 mål) för klubben. Han spelade senare för Karlskoga IF.
Åren 1926–1934 spelade Persson nio A-landskamper (inga mål) för Sverige.
Persson var bror till Ingvar och Einar Persson, som också spelade fotboll i Sandviken och landslaget.